# Birthana taiwana
Birthana taiwana is een vlinder uit de familie van de Immidae. De wetenschappelijke naam van de soort is voor het eerst geldig gepubliceerd in 1990 door Heppner.